# Heidrunea irmleri
Espèce
Heidrunea irmleri est une espèce d'araignées aranéomorphes de la famille des Trechaleidae.

## Distribution
Cette espèce est endémique d'Amazonas au Brésil,. Elle se rencontre dans le bassin du rio Tarumã-Mirim.

## Description
Le mâle holotype mesure 3,50 mm et la femelle paratype 4,80 mm, les mâles mesurent de 3,30 à 3,50 mm et les femelles de 4,20 à 5,00 mm.

## Étymologie
Cette espèce est nommée en l'honneur d'Ulrich Irmler.

## Publication originale
- Brescovit & Höfer, 1994 : Heidrunea, a new genus of the spider subfamily Rhoicininae (Araneae, Trechaleidae) from central Amazonia, Brazil. Andrias, vol. 13, p. 71-80.